# Повіт Нісі-Яцусіро
Пові́т Ні́сі-Яцусіро́ (яп. 西八代郡, にしやつしろぐん, МФА: [ɲiɕi jat͡su̥ɕiɾo guɴ]) — повіт в префектурі Яманасі, Японія.